# Mike Fucito
Mike Fucito est un joueur américain de soccer, né le 29 mars 1986 à Concord (Massachusetts, États-Unis). Il évolue au poste d'attaquant.

## Biographie
Il est repêché à la 46e position de la MLS SuperDraft 2009 par les Sounders de Seattle.
Il est transféré avec Lamar Neagle à l'Impact de Montréal en échange d'Eddie Johnson, pour intégrer l'effectif du club pour sa première saison en MLS.
Le 17 janvier 2013, Fucito est transféré aux Earthquakes de San José contre un choix de deuxième ronde lors du MLS SuperDraft.

## Palmarès
Avec les Sounders de Seattle, il remporte la Coupe des États-Unis en 2011.